# Dorvigny
Dorvigny, pseudonimo di Louis-François Archambault (Parigi, 1742 – 1812), è stato un attore teatrale francese.
Figlio illegittimo di Luigi XV di Francia, fu autore di varie commedie popolari. È celebre per aver creato i personaggi comici Janot e Jocrisse.